# Enicospilus hallwachsae
Enicospilus hallwachsae là một loài tò vò trong họ Ichneumonidae.